# 王寻
王尋（？—23年），中国前漢時代末期到新朝的政治人物、武将，官至大司徒。

## 生平
| 姓名         | 王尋                          |
| 時代         | 前漢 - 新朝                   |
| 生卒年       | 生年不詳 - 23年（地皇四年）   |
| 字・別号     | 〔不詳〕                      |
| 出身地       | 〔不詳〕                      |
| 職官         | 副校尉〔前漢〕→大司徒〔新朝〕 |
| 爵位・号等   | 丕進侯〔前漢〕→章新公〔新朝〕 |
| 陣营・所属等 | 漢平帝→孺子嬰→王莽            |
| 家族・一族   | 〔不詳〕                      |

王寻被王莽封为丕進侯。西漢末年，随中郎将王駿出使匈奴，为使節团副校尉。
始建国元年（9年）正月、王莽即位为皇帝，建立新朝。哀章献上铜匮有金匱图、金策书，上有辅佐王莽的十一个人的名字，包括王尋。王尋被任命为大司徒，改封章新公。地皇元年（20年）七月，王莽在常安南建築祖廟。王尋和大司空王邑一起被授予符節，指揮监督建築工事。
地皇三年（22年）冬，王莽命令王尋率軍勢十余万屯駐洛陽。地皇四年（23年）三月，漢軍（更始帝軍）劉秀、王常進攻颍川郡，攻克昆陽、郾、定陵各县。王莽派遣大司空王邑到洛陽。王邑、王尋動員各郡军队号称一百万兵力（实际四十二万人），称「虎牙五威兵」，以平定荊州、颍川。
同年五月、王邑、王尋从洛陽到达颍川。劉秀之兄劉縯率漢軍包围荊州南阳郡的治所宛城，王邑、王尋计划先消灭昆陽的漢軍。与王邑、王尋大軍合兵的納言将軍严尤，建议討伐劉縯为重要，進言直向宛城。王邑、王尋不听，包围昆陽。守備昆陽城的漢軍主将王鳳想要请降，王邑、王尋不许，無視严尤的諫言，加强包围。王鳳只能必死抵抗。
围攻昆陽时，劉縯攻陷宛城。六月，从昆陽城内突围的劉秀，从邻近引来数千援軍返回昆陽。六月初一，刘秀率领敢死队三千人渡水冲击王邑、王尋的中军，王邑、王尋让大軍不得轻举妄动，他们自己率领一万余人列阵迎战。刘秀击破新军。大军不敢相救，王尋战死，新軍随后被劉秀击败，各郡士卒都逃回自己的郡县，王邑带着数千人回到洛阳，是为昆阳之战。

## 注
1. ↑  王舜、平晏、刘秀、甄邯、王寻、王邑、甄丰、孙建，还有哀章自己和他编造的任命王兴、王盛
2. ↑  《漢書·王莽传》作四月，《後漢書·光武帝紀》作三月。
3. ↑  《漢書·王莽传》记载六月从洛陽出发，《後漢書·光武帝紀》记载五月到达颍川。